# Ikkó Narahara

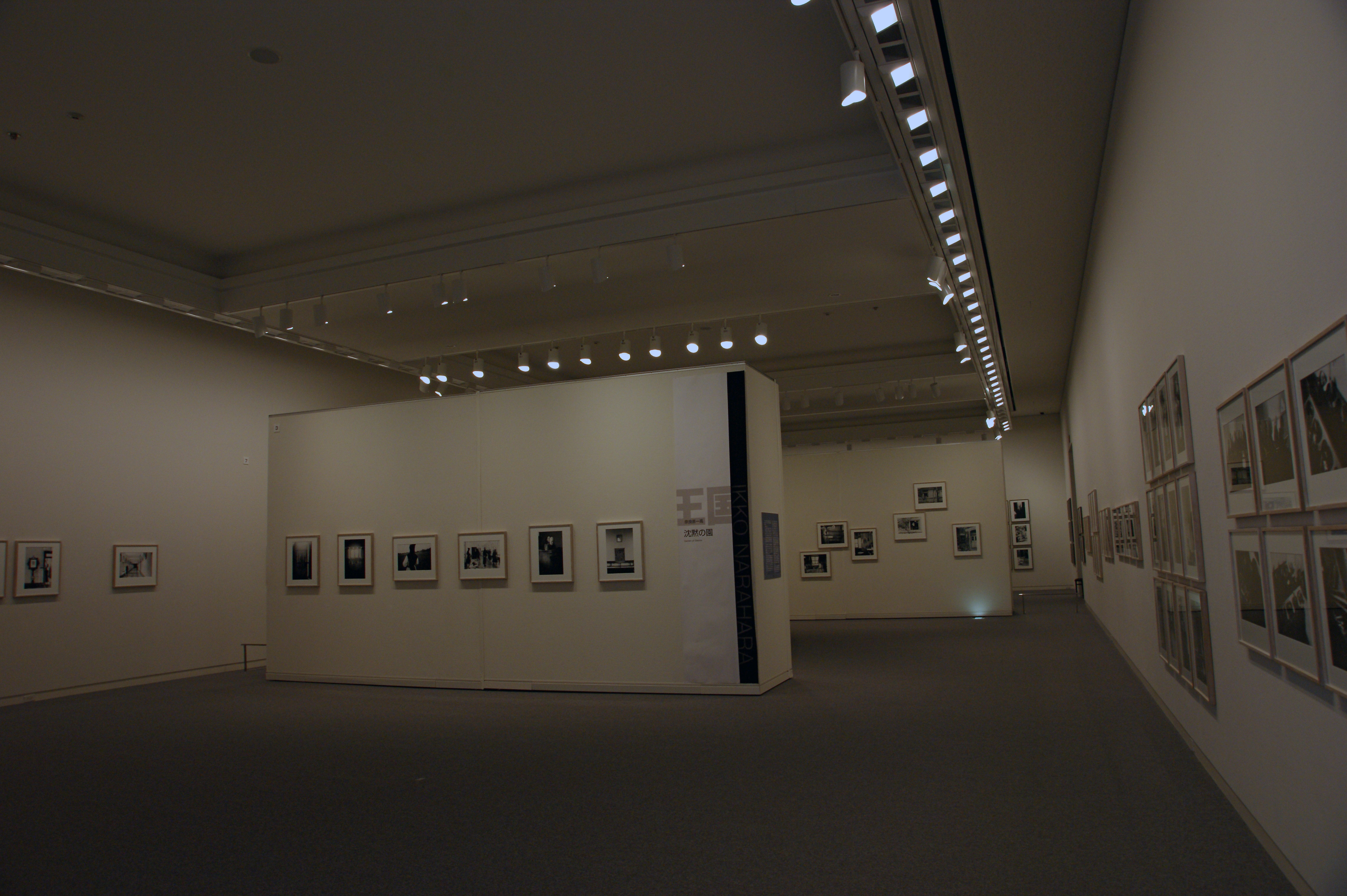
Výstava fotografií Narahary v muzeu Šimane (Muzeum umění prefektury Šimane)

Ikkó Narahara (奈良原 一高, Narahara Ikkó, 3. listopadu 1931 Ómuta – 19. ledna 2020 prefektura Tokio) byl japonský fotograf. Jeho dílo je ve sbírkách Muzea moderního umění v New Yorku.

## Životopis
Narahara se narodil 3. listopadu 1931 v obci Ómuta v prefektuře Fukuoka a vystudoval právo na univerzitě Čúó (promoval v roce 1954). Ovlivněn sochou Buddhy v Naru vystudoval také dějiny umění na univerzitě Waseda, na níž získal magisterský titul v roce 1959.
Zemřel 19. ledna na srdeční selhání ve věku 88 let.

## Kariéra
V roce 1956 měl svou první samostatnou výstavu Ningen no toči (Human land, Země lidí) v Galerii Matsushima (Ginza). Narahara vystavil snímky z Kurokamimury, vesnice na Sakura-džimě. Výstava přinesla autorovi okamžitě dobrou pověst. Na své druhé výstavě Domény ve Fuji Photo Salonu v roce 1958 vystavil snímky z Trappistického kláštera v Tobetsu (Hokkaidó) a ženského vězení ve Wakajamě.
V roce 1957 kolektiv japonských fotografů Šómei Tómacu, Eikó Hosoe, Ikkó Narahara, Kikudži Kawada, Akira Sató a Akira Tanno založili uměleckou skupinu Vivo, kterou v poválečném Japonsku inspirovalo fotografické hnutí známé jako École de l'image. Přestože byl tento kolektiv aktivní pouze čtyři roky, hluboce ovlivnil japonský fotografický styl šedesátých a sedmdesátých let.
Mezitím Narahara předvedl svá díla na první (1957) ze tří výstav nazvaných Oči deseti. Vystavoval na všech třech a pokračoval v objevování krátkodobě žijícího kolektivu Vivo. Od roku 1962 do roku 1965 pobýval v Paříži a po čase v Tokiu v letech 1970 až 1974 v New Yorku. Během této doby se zúčastnil kurzu americké fotografky Diany Arbusové. Během těchto lekcí nahrával, co Arbusová říkala. Tyto nahrávky se staly zajímavým dokumentem výroků umělkyně o její vlastní tvorbě krátce předtím, než spáchala sebevraždu. Naraharova práce často zobrazovala izolované komunity a extrémní podmínky. Hodně využíval širokoúhlé objektivy, dokonce i polokoulové („kruhové“) objektivy typu rybí oko.
V roce 1967 získal Narahara ocenění Fotograf roku od Japonské asociace fotografických kritiků. Získal ještě řadu dalších cen, jako například Medaili cti s fialovou stuhou v roce 1996. Od roku 1999 do roku 2005 byl Narahara profesorem na postgraduálním stupni univerzity Kjúšú Sangjó (Fukuoka).

## Díla Narahary

### Knižní sbírky
- Jóroppa: seiši šita džikan (ヨーロッパ・静止した時間, Where time has stopped (Kde se zastavil čas). Kadžima, 1967.
- Supén: Idai naru gogo (スペーン・偉大なる午後) España: Grand tarde, Fiesta, Vaya con Dios. Tokio: Kjúrjúdó, 1969.
- Japanesuku (ジャパネスク, Japanesque). Tokio: Mainiči šinbun-ša, 1970.
- Ókoku (王国) / Man and his land (Člověk a jeho země). Tokio: Čúókoronša, 1971.
- Šómecu šita džikan (消滅した時間) / Where time has vanished (Kde zmizel čas). Tokio: Asahi Šinbun-ša, 1975.
- Seven From Ikko. Tokio: Unac, 1976.
- Ókoku: Činmoku no sono, kabe no naka (王国：沈黙の園・壁の中). Tokio: Asahi Sonorama, 1978.
- Čikakute haruka na tabi (近くて遥かな旅). Tokio: Šúeiša, 1979.
- Hikari no kairó: San Maruko (光の回廊：サン・マルコ, Arcade of light: Piazza San Marco). Tokio: Unac, 1981.
- Šašin no džikan (写真の時間). Tokio: Kōsakusha, 1981. Spoluautor: Seigow Matsuoka (松岡正剛).
- Narahara Ikkó (奈良原一高, Ikkó Narahara). Shōwa shashin zenshigoto 9. Tokio: Asahi Šinbun-ša, 1983.
- Venecia no joru (ヴェネツィアの夜) / Venice: Nightscapes. Tokio: Iwanami, 1985. ISBN 4-00-008027-X.
- Šózó no fúkei (肖像の風景). Tokio: Šinčóša, 1985. ISBN 4-10-357501-8.
- Ningen no toči (人間の土地), Human land. Tokio: Libroport, 1987.
  - Fukkan, 2017.
- Hoši no kioku (星の記憶, The memory of stars). Tokio: Parco, 1987.
- Venecia no hikari (ヴェネツィアの光) / Venetian Light. Tokio: Rjúkó Cúšin, 1985. ISBN 4-947551-93-3.
- Buródowei (ブロードウェイ) / Broadway. Tokio: Creo, 1991. ISBN 4-906371-05-1.
- Djušan dai-garasu to Takiguči Šúzó šigá bokkusu (デュシャン大ガラスと瀧口修造シガー・ボックス) / Marcel Duchamp large glass with Shuzo Takiguchi cigar box. Tokio: Misuzu, 1992. ISBN 4-622-04242-8.
- Kú (空) / Emptiness. Tokio: Libroport, 1994. ISBN 4-8457-0898-1.
- Tóru Takemicu a Giovanni Chiaramonte. Ikkó Narahara: Japanesque.
- Milan: Motta, 1994. ISBN 88-7179-087-1.
- Revised and augmented edition: Tokio: Creo, 1995. ISBN 4-906371-20-5
- Tokio, the '50s. Tokio: Mole, 1996. ISBN 4-938628-21-X.
- Narahara Ikkó (奈良原一高, Ikkō Narahara). Tokio: Iwanami, 1997.
- Poketto Tókyó (ポケット東京) / Pocket Tokio. Tokio: Creo, 1997. ISBN 4-87736-010-7.
- Ten (天) / Heaven. Tokio: Creo, 2002. ISBN 4-87736-078-6
- Mukokuseki-či (無国籍地) / Stateless Land: 1954. Tokio: Creo, 2004. ISBN 4-87736-097-2.
- Džikú no kagami (時空の鏡) / Mirror of space and time. Tokio: Šinčóša, 2004. ISBN 4-10-357502-6.
- En (円) / En: Circular vision. Tokio: Creo, 2004. ISBN 4-87736-102-2.

### Další knihy s pracemi Narahary
- Hiraki, Osamu a Keiiči Takeuči. Japan, a Self-Portrait: Photographs 1945–1964. Paříž: Flammarion, 2004. ISBN 2-08-030463-1 Díla zde prezentovali také Ken Domon, Hiroši Hamaja, Tadahiko Hajaši, Eikó Hosoe, Jasuhiro Išimoto, Kikudži Kawada, Ihei Kimura, Šigeiči Nagano, Takejoši Tanuma a Šómei Tómacu.
- (japonsky) Nihon núdo meisakušú (日本ヌード名作集, Japonské akty). Camera Mainiči. Tokio: Mainichi šinbunša, 1982. str. 194–99 obsahují Naraharovy akty.
- Nihon šašin no tenkan: 1960 nendai no hjógen (日本写真の転換：1960時代の表現) / Innovation in Japanese Photography in the 1960s. Tokio: Tokijské muzeum fotografie, 1991. Výstavní katalog, text v japonštině a angličtině, str. 18–29 představuje výběr Naraharovy dřívější tvorby (ta na straně 23 je vzhůru nohama).
- Šašin toši Tókyó (写真都市Tokio) / Tokio/City of Photos. Tokio: Tokijské muzeum fotografie, 1995. Katalog, napsaný v japonštině i angličtině, výstavy, která se uskutečnila v roce 1995. Díla zde prezentovali také Takanobu Hajaši, Hiroh Kikai, Rjúdži Mijamoto, Daidó Morijama, Šigeiči Nagano, Micugu Óniši, Masato Seto, Issei Suda, Akihide Tamura, Tokuko Ušioda a Hiroši Jamazaki.
- Jamagiši, Šodži, ed. Japan, a self-portrait. New York: International Center of Photography, 1979. ISBN 0-933642-01-6 (pevná), ISBN 0-933642-02-4 (brožovaná). Díla zde prezentovali také Rjódži Akijama, Nobujoši Araki, Taidži Arita, Masahisa Fukase, Hiroši Hamaja, Šinzó Hanabusa, Mijako Išiuči, Kikudži Kawada, Džun Morinaga, Daidó Morijama, Kišin Šinojama, Issei Suda, Šómei Tómacu, Haruo Tomijama, Hiromi Cučida, Šódži Ueda, Gašó Jamamura a Hiroši Jamazaki.
- Jamagiši, Šodži a John Szarkowski, editoři. New Japanese photography. New York: Muzeum moderního umění, 1974. ISBN 0-87070-503-2 (pevná), ISBN 0-87070-503-2 (brožovaná). Díla zde prezentovali také Rjódži Akijama, Ken Domon, Eikó Hosoe, Masahisa Fukase, Tecuja Ičimura, Jasuhiro Išimoto, Bišin Džúmondži, Kikudži Kawada, Daidó Morijama, Masatoši Naitó, Ken Ohara, Akihide Tamura (jako Šigeru Tamura), Šómei Tómacu a Hiromi Cučida.

## Sbírky
- Muzeum moderního umění, New York: 11 výtisků (leden 2020)[4]

## Ceny a ocenění
- 1987: Cena Higašikawy, cena Domácí fotograf.[5]
- 1996: Medaile cti s fialovou stuhou.